# Saturday Evening Puss
Saturday Evening Puss (Conocido en su primer doblaje como "Una Fiesta Ruidosa" y en su redoblaje como "El Gato Sabatino") es la 48.ª edición de cortometrajes de Tom y Jerry. Fue lanzado el 14 de enero de 1950. El corto fue dirigido por William Hanna y Joseph Barbera, producido por Fred Quimby y animado por Ed Barge, Kenneth Muse, Irven Spence y Ray Patterson. 

## Argumento
Es sábado por la noche y Mammy Two Shoes se está preparando para ir al club de puente de sábado por la noche Seven of Hearts. Tan pronto como ella se va, Tom reúne a sus amigos callejeros Butch, Lightning y Topsy para organizar una fiesta de jazz en la casa, donde los cuatro gatos tocan música y comen. Butch está al piano, Lightning es el DJ, mientras que Tom y Topsy tocan instrumentos improvisados. La fiesta, sin embargo, no permite que Jerry duerma en su guarida, por lo que el ratón sale a protestar. Pero los gatos no lo escuchan, por lo que Jerry intenta que se detengan con métodos más drásticos. El único resultado que consigue es enfadar a los gatos, que lo atan con el hilo de una persiana. Luego, Jerry llama al club donde se hospeda Mammy y le informa que se está llevando a cabo una fiesta en su casa. La mujer corre furiosa hacia su casa y echa a todos los gatos. Triste porque su velada se ha arruinado, Mammy decide relajarse. Sin embargo, para gran disgusto de Jerry, lo hace escuchando la misma música de jazz que estaban tocando los gatos.

## Curiosidades
- Es el único episodio en el que por una milésima de segundo aparece la cara de Mammy Two Shoes.
- El título del corto hace referencia a la revista "Saturday Evening Post".
- En 1949, el título del cortometraje es el nombre de la revista que lee Tom en Hatch Up Your Troubles.
- Esta es una de las únicas siete caricaturas donde Jerry habla. Los otros son Puss n' Toots, The Lonesome Mouse, The Zoot Cat, The Milky Waif, His Mouse Friday, Puss Gets the Boot y Mucho Mouse. Si escuchas atentamente cuando Jerry le grita a Tom, puedes escuchar lo que está diciendo: "Stop! I'm in my little room over there! I'm trying to get on some sleep, but you guys are here with your blah, blah, blah, blah!" (¡Basta! ¡Estoy en mi cuartito de allá tratando de dormir un poco, pero ustedes están aquí con su bla, bla, bla, bla!) En reediciones posteriores se silenciaron los diálogos.
- Esta es una de las trece caricaturas en las que tanto Tom como Jerry pierden al final, debido a que Tom fue expulsado de la casa y Jerry estaba molesto porque no pudo dormir. Los otros son Fraidy Cat, Baby Puss, Polka-Dot Puss, The Framed Cat, A Mouse in the House, His Mouse Friday, Filet Meow, Muscle Beach Tom, Advance and Be Mechanized, Blue Cat Blues, Baby Butch y Tot Watchers.
- Este es uno de los pocos cortos donde Tom pierde junto a otro gato (o aquí junto a otros gatos). Los otros son Smarty Cat, Casanova Cat, Jerry's Cousin, Tennis Chumps, Cat and Dupli-cat, Catty-Cornered, Sufferin 'Cats! y A Mouse in the House.

## Censura
Temiendo acusaciones de racismo, en CBS, en la década de 1960, Mammy Two Shoes fue rediseñada como una adolescente blanca, y su noche en el Seven of Hearts Bridge Club se transformó en una noche de baile con su novio en el Butterfly Club. Su voz estuvo a cargo de la reconocida actriz de doblaje June Foray.